# Henry Chéron
 (mars 2021).
Pour l’article ayant un titre homophone, voir Henri Chéron.
Henry Chéron, né le 11 mai 1867 à Lisieux (Calvados) est mort le 14 avril 1936 dans la même commune, est un homme politique français. Député puis sénateur du Calvados, Henry Chéron fut à de nombreuses reprises ministre sous la IIIe République

## Biographie
Henry Frédéric Chéron nait le 11 mai 1867 à Lisieux. Il est le fils d'Isidore Frédéric Chéron et Félicie Célina Duval. Il grandit au sein d'une famille modeste, son père étant représentant de commerce. Henry Chéron poursuit des études de droit qu'il finance en étant préparateur en pharmacie. Sur son dossier militaire établi en 1887, il est présenté comme journaliste. Devenu avocat, il s'inscrit au barreau de Lisieux.
Il échoue à se faire élire député sous l'étiquette radicale aux élections législatives du 20 août 1893, face au député conservateur sortant le comte de Colbert-Laplace, puis à celles de 1898 et 1902 face à Henri Laniel. Il inaugure toutefois sa carrière politique en 1894 en devenant maire de sa commune natale, Lisieux, à l'âge de 27 ans. Pour les élections législatives de 1906, il change de circonscription et se présente dans la première à Caen. Il est largement élu face au nationaliste Adrien Le Page, maire de Caen,, et accède enfin à des responsabilités nationales. Il siège dans le groupe de la Gauche démocratique. À peine élu député, le président du Conseil Georges Clemenceau lui offre le poste de sous-secrétaire d'État à la Guerre le 25 octobre 1906. Il est réélu élections législatives de 1910 et siège dans le groupe de la Gauche radicale.

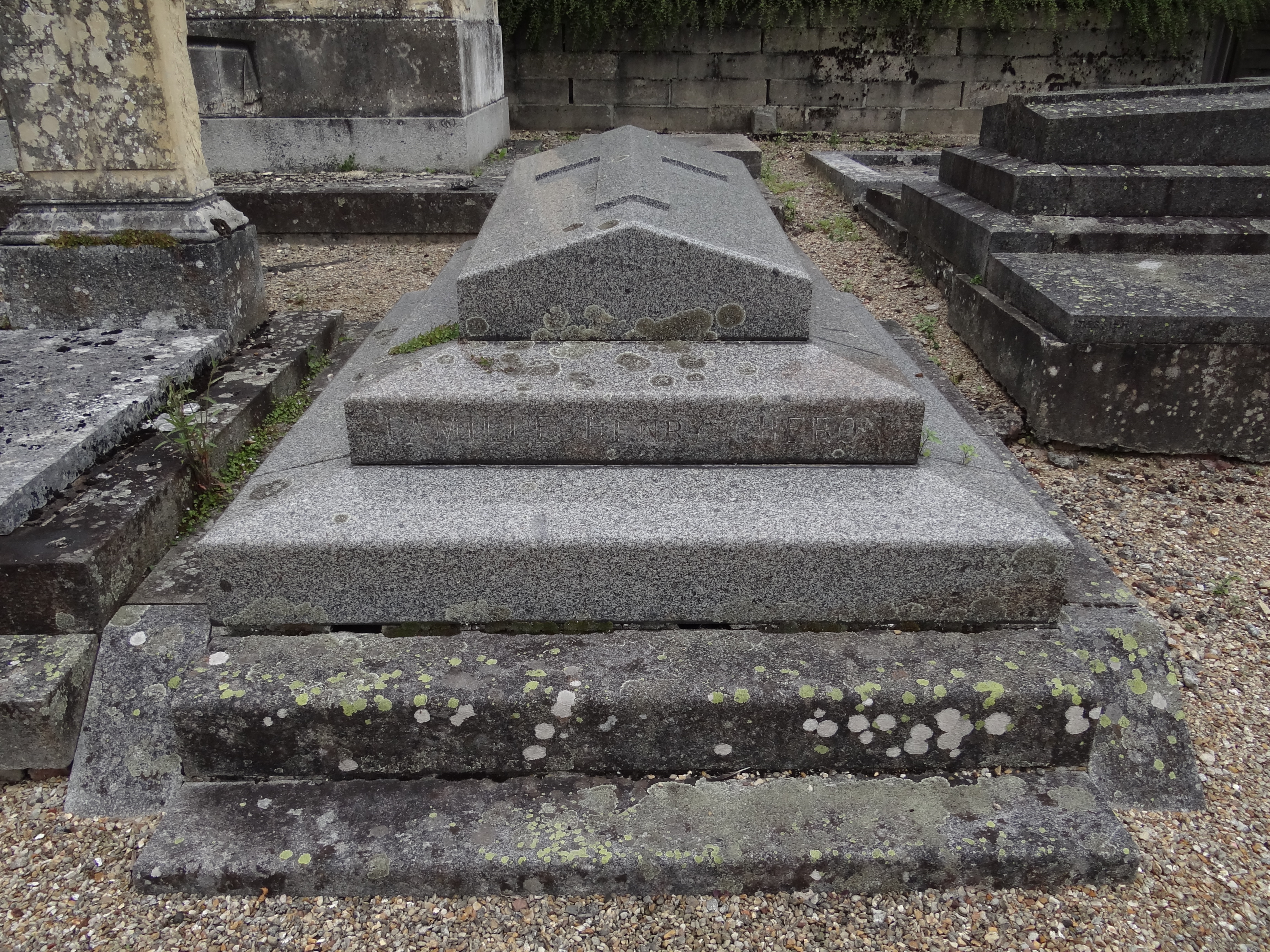
La tombe d'Henry Chéron au cimetière de Lisieux (Calvados).

La qualité de son travail, son intégrité et sa popularité assurent à Henry Chéron une succession de postes ministériels : ministre du Travail et de la Prévoyance sociale (du 22 mars au 2 décembre 1913), de l'Agriculture (du 15 janvier 1922 au 29 mars 1924), des PTT, du Commerce, des Finances (du 14 septembre 1928 au 17 février 1930), de la Justice (du 17 novembre 1930 au 27 janvier 1931), des Finances à nouveau (du 8 décembre 1932 au 31 janvier 1933). Ces différentes responsabilités, auxquelles s'ajoutent sa fonction de président du conseil général du Calvados (1911-1936) et son élection comme sénateur (1er janvier 1913 au  1er janvier 1936), l'obligent à abandonner l'hôtel de ville de Lisieux. Il retrouve toutefois son fauteuil de maire à la fin de sa vie, de 1932 à 1936. 
Le 4 avril 1936, il est atteint d'une appendicite aiguë compliquée en péritonite. Après avoir subi une intervention chirurgicale d'urgence, il décède de complications le 14 avril 1936 à Lisieux. Il est inhumé le 2 juin 1936 dans cette ville et son éloge funèbre est prononcé par Jules Jeanneney, président du Sénat.

## Action et postérité
Henry Chéron est l'un des hommes politiques les plus connus de son temps même s'il n'accède jamais à la présidence du Conseil. Les nombreuses caricatures dont il est l'objet et les divers surnoms qu'il reçoit (« le Gambetta de Normandie », le « père Gaspard », « la bonne fée barbue ») prouvent son succès auprès des Français. L'autodérision est un de ses traits de caractère et la presse ne manque pas de citer ses boutades. Quand il reçoit le sous-secrétariat à la Marine (1909-1910), il rassure ses collègues qui doutent de son expérience : « J'ai déjà le pied marin, j'ai réussi la traversée de Trouville-Deauville par le bac ! ». Quand il raconte à un banquet qu'il av connu sainte Thérèse de Lisieux enfant, il ne manque pas de conclure : « Depuis lors, elle est devenue une sainte et moi, j'ai mal tourné ».
Henry Chéron incarne l'un des modèles de l'homme politique de la IIIe République. Il est porté par un électorat normand qui apprécie surtout sa personne, son tempérament et qui ne porte pas beaucoup attention à son appartenance politique. Chéron d'ailleurs, navigue du radicalisme au conservatisme. C'est aussi un notable, soucieux tant du point de vue local que national d'afficher son intérêt pour les petites gens et les classes moyennes. À Lisieux, il est à l'origine de nombreuses œuvres sociales ; il agrandit et modernise l'hôpital. En tant que sous-secrétaire à la Guerre, il s'attache à améliorer le sort des soldats. On le voit souvent visiter les casernes et discuter familièrement avec les conscrits. Sous son impulsion, le congé maternité (sans rémunération) est instauré. Enfin, le maire de Lisieux représente la figure du petit-bourgeois provincial : ses actions au ministère et son discours révèlent une politique prudente. Il fait l'éloge de l'épargne en vantant les mérites du « bas de laine » français. Il s'évertue, en tant que ministre des Finances, à présenter chaque année un budget équilibré sans alourdir les impôts. De ce souci d'économie, vient son surnom de « père Gaspard ». Son orthodoxie financière le conduit, en 1929, alors qu'il est ministre des Finances, à refuser la recapitalisation jugée dispendieuse de la Compagnie générale aéropostale, ce qui conduit au déclenchement de l'affaire de l'Aéropostale.
Il réussit à maintenir l'équilibre budgétaire sans alourdir les impôts et soutient la production agricole. Sa formule « L'épi sauvera le franc » est restée fameuse. Il fait voter la loi du 30 décembre 1928 instituant une caisse d'assurance et de protection contre les calamités agricoles.
On lui doit le décret du 17 février 1930 sur l'organisation administrative et financière des régies municipales.
Il ne connait toutefois pas toujours le succès. Son passage à la marine déçoit. Lorsqu'il est ministre de l'Agriculture, tenu responsable de la montée des prix, il est surnommé « Chéron-vie-chère ». Mais son physique massif, ses réparties malicieuses et son caractère normand ont fait de lui une figure de la IIIe République.

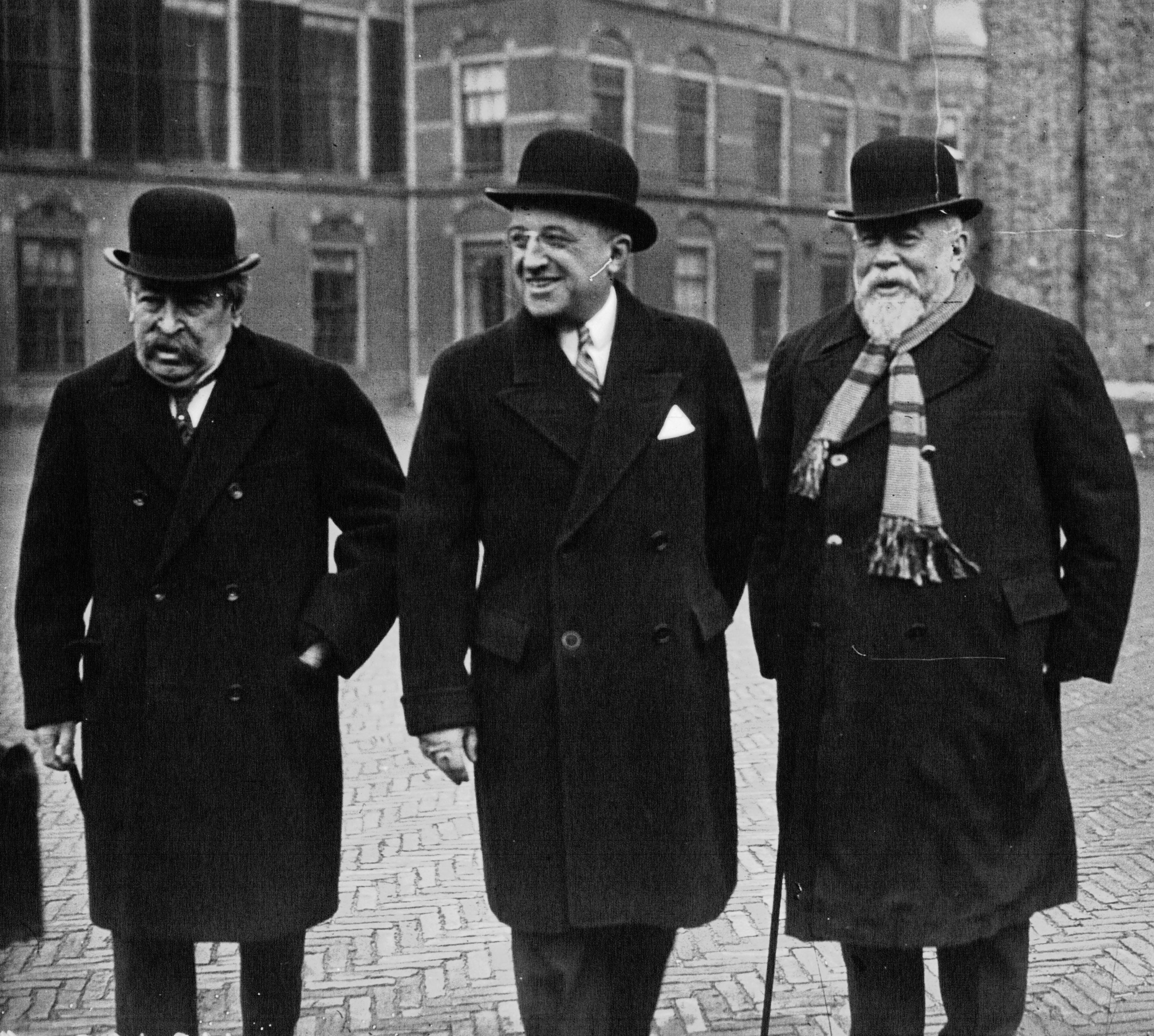
Aristide Briand, André Tardieu et Henry Chéron à la conférence de La Haye en 1930.
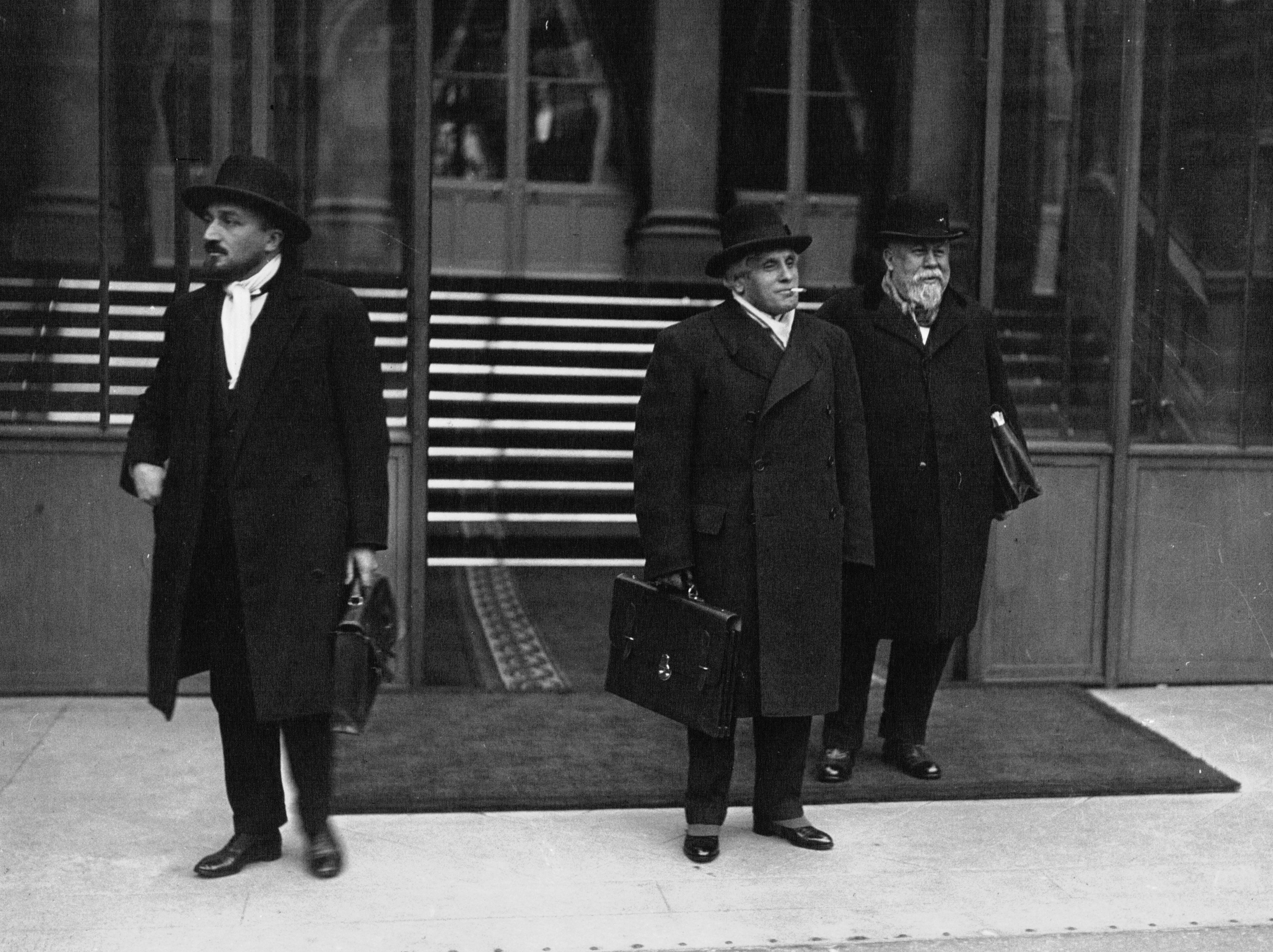
Eugène Frot, Joseph Paul-Boncour et Chéron, en 1933, à la sortie de l'Assemblée nationale.

## Hommages
La Grande rue de Lisieux est renommée à sa mort rue Henry-Chéron.
La rue principale de Venoix est nommée avenue Henry-Chéron après le rattachement, en 1952, de cette commune à celle de Caen.

## Distinctions
- Chevalier de la Légion d'honneur (26 janvier 1902)[7]
- Commandeur de l'ordre du Mérite agricole[5]

## Détail des mandats et fonctions

### Mandats électoraux
- Conseiller municipal de Lisieux (du 14 novembre 1894 au 14 avril 1936)[5]
- Maire de Lisieux (du 19 novembre 1894 au 17 mai 1908, puis du 23 juin 1932 au 14 avril 1936)[5]
- Conseiller général du deuxième canton de Lisieux (de 1901 à 1936)[5]
- Président du conseil général du Calvados (de 1911 à 1936)
- Député du Calvados (de 1906 à 1913)
- Sénateur du Calvados (du 22 juillet 1913 au 14 avril 1936)[5]

### Fonctions gouvernementales
- Sous-secrétaire d'État à la Guerre (octobre 1906 - juillet 1909)
- Sous-secrétaire d'État à la Marine (janvier 1909 - novembre 1910)
- Ministre du Travail et de la Prévoyance sociale (mars - décembre 1913)
- Ministre de l'Agriculture (janvier 1922 - mars 1924)
- Ministre du Commerce et de l'Industrie (14 septembre - 6 novembre 1928)
- Ministre des Finances (11 novembre 1928 - 21 février 1930)
- Ministre de la Justice (novembre 1930 - janvier 1931)
- Ministre des Finances (18 décembre 1932 - 31 janvier 1933)
- Ministre de la Justice (février - octobre 1934)